# Homalotylus oculatus
Homalotylus oculatus är en stekelart som först beskrevs av Girault 1916.  Homalotylus oculatus ingår i släktet Homalotylus och familjen sköldlussteklar. Inga underarter finns listade i Catalogue of Life.